# Sourpi
Sourpi (Grieks: Σούρπη) is een dorp in Magnesia, Thessalië, Griekenland. Sinds de hervorming van de lokale overheid in 2011 (kallikratis) maakt het deel uit van de gemeente Almyros, waarvan het een fusiegemeente is.  Het dorp heeft 1472 inwoners (2011).